# Lagedrukgebied

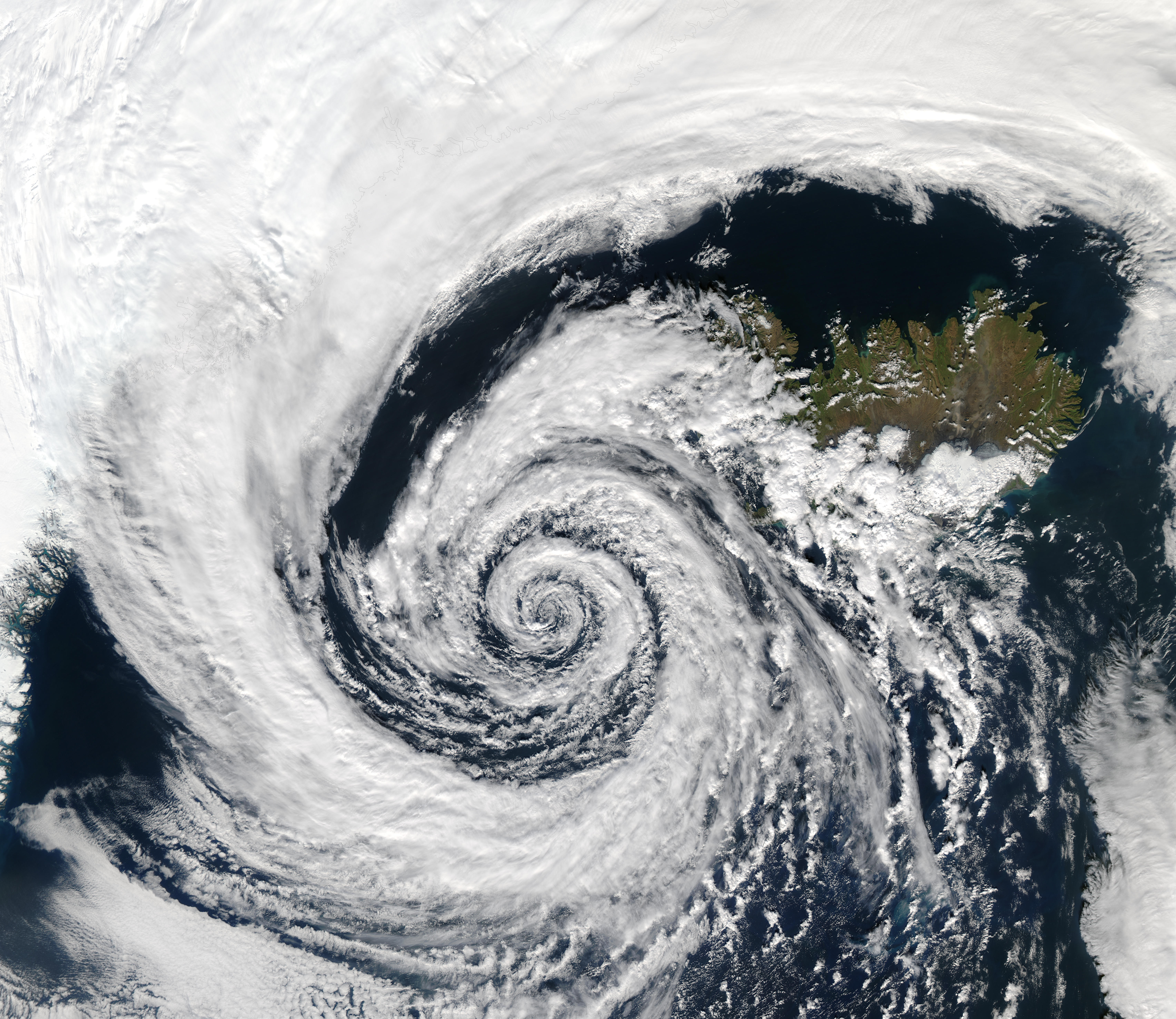
Een lagedrukgebied ten zuidwesten van IJsland

Schematisch overzicht van stroming rond een lagedrukgebied dat zich bevindt op het noordelijk halfrond van de aarde. Luchtdrukverschilkracht is weergegeven met pijltjes, de tendens van het corioliseffect, steeds haaks op de bewegingsrichting, met pijltjes.

Een lagedrukgebied, depressie of minimum is een gebied waarin de luchtdruk op zeeniveau laag is ten opzichte van de omgeving. Dit in tegenstelling tot een hogedrukgebied, waarin juist relatief hoge barometerstanden worden gemeten.
Door de lage druk stroomt de lucht naar het centrum, door wrijving en het corioliseffect spiraalsgewijs. De isobaren naderen elkaar hier. Deze cyclonale circulatie is op het noordelijk halfrond tegen de klok in en op het zuidelijk halfrond met de klok mee. Door dit samenstromen van de lucht of convergentie moet de lucht naar boven uitwijken. Doordat de stijgende lucht afkoelt, zal er bij voldoende vochtigheid wolkenvorming optreden met mogelijke neerslag.
Het symbool voor een lagedrukgebied is de letter L. Hiermee wordt op weerkaarten aangegeven waar een lagedrukgebied zich bevindt. Het geeft altijd de kern van een lagedrukgebied aan, waar de luchtdruk het laagst is. Ook de fronten van een lagedrukgebied worden op de weerkaart getoond, omdat dit slecht weer met zich meebrengt.

## Soorten
Lagedrukgebieden kunnen worden ingedeeld naar aard en ontstaanswijze:
- Frontale depressies;
- Secundaire depressies:
  - Warmtefrontgolf;
  - Polar low;
  - Koudeput;
- Thermische depressies;
- Orografische depressies;
- Tropische storingen;
- tropische cyclonen.

### Frontale depressie

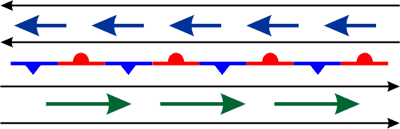
Een tegengestelde stroming bij een stationair front, waarbij aan de ene zijde een oostelijke en aan de andere zijde een westelijke stroming, kan aanleiding zijn tot de vorming van een golf en daarmee de eerste aanzet tot cyclogenese, de vorming van een lagedrukgebied. Ook kan aan de ene zijde van het front een zwakke en aan de andere zijde een krachtige westelijke stroming staan, waarbij eveneens de vorming van een golf kan optreden.

Frontale depressies ontstaan in het grensgebied tussen twee verschillende luchtsoorten. Bij de 60e breedtegraad ontstaan vaak depressies, doordat door de atmosferische circulatie de koude lucht van de pool de warme lucht van de 30e breedtegraad ontmoet. Daarom bevinden de meeste depressies zich ten noorden van Nederland. Langs de scheiding van koude en warme lucht ontstaan golven, waarbij de warme lucht zich in de koude lucht dringt. Een golf gaat over in een wig, waarbij aan de voorkant een warmtefront en aan de achterkant een koufront gevormd wordt. Het koufront verplaatst zich sneller dan het warmtefront, waardoor de luchtdruk in de kern sneller gaat dalen. Daar waar het koufront het warmtefront heeft ingehaald ontstaat een occlusiefront. De depressie is volwassen op het moment dat deze drie fronten gevormd zijn.
In Nederland en België komen depressies meestal vanuit het westen opzetten. Zij worden namelijk op grote hoogte door de straalstroom, die altijd van west naar oost waait, van de Atlantische oceaan Europa in gewaaid. De straalstroom kan ook een golvend patroon hebben, waardoor depressies ook vanuit een veel zuidelijker of noordelijker richting kunnen trekken. Op de nadering van een depressie over de noordelijke Noordzee draait de wind in Nederland en België dus vaak naar zuidelijke richtingen bij nadering van het warmtefront. Voor Nederland betekent dat aanvoer van vochtigere en ook warmere lucht. Deze warme, lichtere lucht schuift over de koude lucht omhoog en koelt daardoor af, waardoor het gaat (mot)regenen. Na enige tijd passeert het koufront, waarbij de koude, zwaardere lucht onder de warme lucht schuift. Door de snelle opstijging van de warme lucht ontstaan er buien en gaat het flink regenen, hagelen of sneeuwen.
Bij de nadering van een warmtefront ontstaat cirrusbewolking, die vervolgens overgaat in cirrostratus en dichter bij het front in altostratus. Langs het front is nimbostratus en /of stratus aanwezig.

Bij de nadering van een koufront ontstaat cirrus die overgaat in cirrocumulus en dichter bij het front in altocumulus. Langs het front is cumulonimbus aanwezig.

Tussen het warmtefront en koufront komt vaak stratocumulus voor en achter het koufront cumulusbewolking.
De tegenstellingen in temperatuur, die in de omgeving van fronten voorkomen, kunnen aanleiding geven tot vorming van neerslag (regen) of buien. Achter een koufront kunnen sterke luchtdrukstijgingen voorkomen, waardoor de wind flink kan toenemen. Snelle luchtdrukveranderingen gaan vrijwel altijd gepaard met slecht weer. Het verband tussen luchtdruk en weer is echter niet zo simpel als de meeste barometers doen geloven. Hoge druk en lage druk zijn namelijk relatief en geven alleen het verschil tussen elkaar aangrenzende drukgebieden aan.

Ontstaansfase; in een stationair front vormt zich een golf.
Ontwikkelingsfase; de amplitude van de golf wordt groter, windsnelheden en neerslag nemen toe.
Occlusiefase; het koufront haalt het warmtefront in. Aan de achterzijde van de depressie vormt zich een trog.
Opvullingsfase; de kern vult zich met koude lucht waardoor de luchtdruk stijgt. De warme lucht is vrijwel volledig opgetild en bevindt zich alleen nog boven het occlusiefront. In de trog komen vaak nog zware buien voor met stormwinden.

### Secundaire depressie
Secundaire depressies zijn kleinere afzonderlijke lagedrukgebieden die zich ontwikkelen binnen de invloedssfeer van grotere depressies.

#### Warmtefrontgolf
Golven in een front doen zich voornamelijk voor bij koufronten en stationaire fronten. Bij warmtefronten komt dit veel minder voor en dan voornamelijk als het front zich vrijwel niet meer verplaatst doordat het evenwijdig ligt aan een brede krachtige bovenstroming. De golf verwijdert zich van de depressie waar het front toe behoort, doordat het de bovenstroming volgt. Warmtefrontgolven worden over het algemeen geen grote depressies, maar er is wel hevige neerslag.

#### Polar low

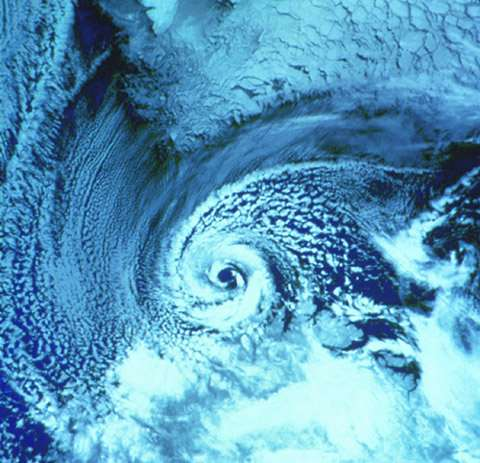
Een polar low boven de Barentszzee.

Een polar low ontstaat op hogere breedte in het koude seizoen in de bovenlucht; aan de grond is geen schommeling in luchtdruk te merken. De bewolking heeft de vorm van een komma. Deze trogachtige storingen komen voor in een noordwestelijke tot noordelijke luchtstroming aan de achterzijde van een depressie, vooral tussen IJsland en Noorwegen. Soms ontwikkelt een dergelijke storing zich tot een afzonderlijk gesloten lagedrukgebied. Het laag bevindt zich geheel in polaire of arctische lucht en brengt vaak forse hoeveelheden neerslag, meest sneeuw, en veel wind met zich. Bij een zuidelijke stromingsrichting kan het via het Noordzeegebied het Europese vasteland bereiken.

#### Koudeput
Een koudeput is een depressie met lage temperaturen in de hogere luchtlagen van de troposfeer. De effecten zijn ook vooral merkbaar in de bovenlucht. Aan het aardoppervlak is er nauwelijks een cyclonale circulatie en verandering van luchtdruk waarneembaar, maar de stroming in de onderste luchtlagen stuurt wel de beweging van een koudeput. Deze is zeer langzaam, waardoor langdurige neerslag voor veel overlast kan zorgen.

### Thermische depressie
Als er een lang hogedrukgebied stagneert wordt de lucht aan de grond opgewarmd. Hierdoor ontstaat er verdamping. Doordat de lucht zo warm en vochtig is, ontstaat er een klein lagedrukgebied, een thermische depressie. Omdat de temperatuur zo hoog is, verandert een hogedrukgebied vaak in een lagedrukgebied omdat de atmosfeer zo vochtig is. Daardoor kan damp niet ontsnappen doordat een hogedrukgebied damp tegenhoudt. Thermische lagedrukgebieden komen dan plotseling in een hogedrukgebied, waardoor de damp in de troposfeer stijgt, omdat de atmosfeer zo vochtig is wordt het onstabiel en kunnen thermische lagedrukgebieden vaak voor hagel en onweer zorgen.

### Orografische depressie
Bij luchtstromingen dwars op een bergrug kan er door stuw aan de loefzijde een rug ontstaan. Aan de lijzijde kan dan een orografische depressie voorkomen. Dit is vaak geen gesloten lagedrukgebied, maar een lijvore. Deze zijn onder meer te vinden ten oosten en westen bij het Scandinavisch Hoogland en de Schotse Hooglanden bij respectievelijk een westelijke of oostelijke wind. Ten zuiden van de Alpen kan bij een noordelijke stroming in combinatie met thermische effecten de Genuadepressie ontstaan.

### Tropische storing
Een tropische storing is een relatief ongeorganiseerd cluster van onweersbuien, waar de gemiddelde windsnelheid niet groot is. Ze ontstaan in de intertropische convergentiezone met warm oppervlaktewater. Als de ITCZ zich dicht bij de evenaar bevindt, kunnen zich slechts zwakke cyclonale storingen ontwikkelen. Als de ITCZ zich meer dan 5° van de evenaar bevindt, kunnen deze storingen uitgroeien tot uiteindelijk tropische cyclonen.
Aan weerszijden van de ITCZ bevinden zich de passaatgordels waarin vooral in de zomer golfvormige storingen voorkomen. Uit deze tropische golven kan een tropische storing ontstaan als de golf voldoende vocht en convectie heeft verzameld. Als de tropische storing zich organiseert, vormt er zich een depressie, die als die aan de criteria voldoet, kan promoveren tot tropische depressie.

### Tropische cycloon
Een tropische stormdepressie laat zich op satellietfoto's herkennen als een hoeveelheid ronddraaiende bewolking met in het midden een "oog van de storm"; hierin is de luchtdruk extreem laag. Vlak om het oog heen is een muur van bewolking waarin het stevig onweert en waait. Tropische stormen en cyclonen brengen enorme hoeveelheden neerslag met zich. Ze ontstaan boven open zee met een zeewatertemperatuur van minstens 25 °C uit samenklonterende tropische onweersbuien. Boven land zwakken ze snel in kracht en neerslagintensiteit af. Eenmaal aangeland boven kouder water (in streken van het gematigd klimaat) nemen ze de vorm aan van gewone stormdepressies.